# Charles Groves
Charles Barnard Groves, CBE (Londra, 10 marzo 1915 – Londra, 20 giugno 1992), è stato un direttore d'orchestra inglese, famoso per l'ampiezza del suo repertorio e per l'incoraggiamento ai compositori contemporanei ed ai giovani direttori d'orchestra.
Dopo aver occupato diverse posizioni, diretto varie orchestre e svolto lavori in studio per la BBC, Groves trascorse un decennio come direttore della Bournemouth Symphony Orchestra. Il suo ruolo più noto come direttore musicale è stato alla Royal Liverpool Philharmonic Orchestra, a partire dal 1963, con la quale ha realizzato la maggior parte delle sue registrazioni. Dal 1967 fino alla sua morte, Groves è stato direttore associato della Royal Philharmonic Orchestra e nel 1970 è stato uno dei direttori regolari della Last Night dei Proms. Lavorò anche come presidente della National Youth Orchestra dal 1977 e, durante l'ultimo decennio della sua vita, come direttore ospite per orchestre di tutto il mondo.

## Biografia

### I primi anni
Groves nacque a Londra, unico figlio di Frederick Groves e Annie (nata Whitehead). Fu allievo alla Scuola della Cattedrale di San Paolo (dove ora una casa porta il suo nome), cantando nel coro cattedrale e, a partire dall'età di 13 anni, studiando pianoforte e organo. La musica era già importante per lui come un conforto, dato che era già orfano all'età di dieci anni - suo padre era morto nel 1921 per le ferite ricevute nella prima guerra mondiale e la madre era morta quattro anni dopo. Dal 1930 fino al 1932 fu allievo alla Sutton Valence School, nel Kent, dove la Sala Groves è chiamata così in suo onore. Dopo aver lasciato la scuola di Sutton Valence, frequentò il Royal College of Music. Là i suoi principali studi furono sui lied e sull'accompagnamento, ma fu coinvolto in produzioni operistiche studentesche come maestro collaboratore. Egli era naturalmente dotato di grande fluidità e la capacità di leggere a vista quasi qualsiasi tipo di musica, ma confessò, anni dopo, di essere stato pigro circa lo studio del pianoforte e abbandonò le sue ambizioni di diventare un concertista. Suonò nella sezione percussioni per Hugh the Drover di Vaughan Williams e A Village Romeo and Juliet di Delius quando Sir Thomas Beecham si esibì come direttore ospite al College. Groves frequentò anche la classe di direzione orchestrale, ma non progredì oltre la terza classe orchestrale. Nel 1937, quando era ancora studente, accompagnò le prove corali de Ein deutsches Requiem di Brahms, il Requiem di Verdi e la Missa Solemnis di Beethoven sotto Arturo Toscanini.
Groves iniziò la sua carriera professionale come accompagnatore freelance, compreso il lavoro per la BBC. Nel 1938 fu nominato Direttore del Coro della BBC Music Productions Unit sotto la direzione di Stanford Robinson, dove lavorò alla produzione di opere da trasmettere via radio. Allo scoppio della Seconda Guerra Mondiale Groves fu inviato ad Evesham e più tardi a Bedford, in Inghilterra, come maestro del coro residente della BBC, mentre veniva evacuato da Londra. Nel 1943 fu invitato a prendere in carico la BBC Orchestra Revue, che suonava soprattutto musica leggera. Durante questo periodo Groves diresse Lady in the Dark di Weill, con Gertrude Lawrence come protagonista.

### Incarichi come direttore
Groves fu direttore della BBC Northern Orchestra a Manchester dal 1944 al 1951, dirigendo una serie di concerti in studio ogni settimana e acquisendo così un repertorio eccezionalmente vasto. Mentre era a Manchester incontrò una collega della BBC, Hilary Barchard, che sposò nel 1948. Sentendo la necessità di spostarsi dal lavoro in studio, Groves accettò la direzione della Bournemouth Symphony Orchestra dal 1951 al 1961, che diresse circa 150 volte ogni anno. Quando le difficoltà finanziarie condussero ad una proposta per unire le orchestre Bournemouth e Birmingham, Groves sostenne la proposta alternativa con la quale l'orchestra di Bournemouth assumeva il ruolo aggiuntivo di orchestra residente per la nuova Welsh National Opera, di cui diventò direttore musicale dal 1961 al 1963. Groves fece molto per consolidare le tradizioni corali e orchestrali di tale compagnia e diresse molti spettacoli di opere poi raramente messe in scena, come I Lombardi e I vespri siciliani di Verdi, che ottennero il plauso della critica e furono portati a Londra.
Groves è probabilmente più conosciuto per la sua lunga permanenza in carica dal 1963 al 1977 come Direttore Musicale e Direttore Principale della Royal Liverpool Philharmonic Orchestra, avendo diretto, come disse, praticamente "tutto dalla Passione secondo Giovanni a Messiaen e Stockhausen". Trascorse nove mesi di ogni anno con la RLPO, dove migliorò notevolmente gli standard di esecuzione. Negli altri tre mesi dirigeva come ospite concerti e opere sia a Londra che all'estero. Portò la RLPO nell'acclamata tournée della Germania e Svizzera nel 1966 e nel 1968, e della Polonia nel 1970. Durante il suo periodo a Liverpool, Groves istituì una serie di seminari per giovani direttori e coloro che vi fecero le prime apparizioni sono Andrew Davis, Mark Elder, John Eliot Gardiner, James Judd e Barry Wordsworth. Durante un seminario Groves notò la presenza in orchestra, come percussionista aggiunto, di un adolescente di nome Simon Rattle.
Dal 1967 fino alla sua morte Groves è stato direttore associato della Royal Philharmonic Orchestra, che ha guidato in un tour degli Stati Uniti. Nel 1970; è stato uno dei direttori regolari del Last Night of the Proms (altri sono Norman Del Mar e James Loughran).
Groves è stato Direttore Musicale della English National Opera nel 1978-1979, ma a dispetto di una ripresa ben accolta e rara di Euryanthe di Weber la sua nomina non dimostrò un successo e l'anno successivo lasciò il posto. Trovò che la combinazione dell'amministrazione con la direzione era troppo stressante per lui.him. Groves fu anche presidente della National Youth Orchestra (1977-1992) e, in particolare negli ultimi dieci anni della sua carriera, fu direttore ospite di numerose orchestre in tutto il mondo. Nel 1984 entrò a far parte della English Sinfonia come presidente e consulente artistico, diventando in seguito anche direttore principale della Filarmonica di Guildford (1987) e direttore musicale della Società Filarmonica di Leeds (1988).

### Repertorio
Groves era particolarmente noto per la sua direzione sicura di lavori di grandi dimensioni e fu il primo direttore a dirigere un ciclo completo delle sinfonie di Gustav Mahler in Gran Bretagna. Era inoltre famoso per incoraggiare compositori moderni e spesso incluse le loro opere nei suoi programmi. Groves diresse un vasto repertorio, rifiutando di concentrarsi su un particolare sottogenere. Egli ha osservava, "mi sento un GP [medico generico] piuttosto che un consulente." Tuttavia egli divenne particolarmente conosciuto come un sostenitore dei compositori britannici e immancabilmente offriva opere inglesi nei suoi programmi durante le sue tournée all'estero. Il suo vasto repertorio britannico comprendeva le opere di Malcolm Arnold, Arthur Bliss, Havergal Brian, Frank Bridge, Benjamin Britten, George Butterworth, Eric Coates, Frederick Delius, Edward Elgar, Walter Goehr, Alun Hoddinott, Gustav Holst, George Lloyd, William Mathias, Michael Tippett, Thea Musgrave, Peter Maxwell Davies, Arthur Sullivan, Ralph Vaughan Williams e William Turner Walton.
Groves era famoso per l'aggiunta coraggiosa di nuove opere al repertorio delle sue orchestre. Il compositore Oliver Knussen dichiarò, "È riuscito a ottenere il rispetto dei musicisti e l'affetto degli interpreti. Aveva un atteggiamento esemplare e comprovata esperienza per quanto riguarda la musica contemporanea. La sua politica di presentare i secondi spettacoli come i primi era disinteressata e idealistica". Le anteprime di Groves comprendono opere di Lennox Berkeley, David Blake, Arnold Cooke, Gordon Crosse, Jonathan Harvey, Robin Holloway, Daniel Jones, John McCabe, Priaulx Rainier, Edwin Roxburgh, Edmund Rubbra, Giles Swayne e Hugh Wood. Nel 1965 diresse solo il secondo degli spettacoli del Regno Unito del Requiem di Delius (il primo fu nel 1922 e questa fu solo la quarta prestazione nella storia del lavoro).

### Onori e vita privata
Groves ricevette molte onorificenze per il suo lavoro musicale, tra cui la nomina ad Ufficiale dell'Ordine dell'Impero Britannico (OBE) nel 1958, Commendatore dell'Ordine (CBE) nel 1968, e l'investitura a cavaliere nel 1973. Ha ricevuto dottorati da quattro università, è stato fatto cittadino onorario della Città di Londra nel 1976 e eletto membro onorario della Royal Philharmonic Society nel 1990. Fu nominato Companion of the Royal Northern College of Music (il cui Consiglio presiedette dal 1973 al 1990 e dove un edificio ha il suo none in suo onore) e Fellow of the Royal College of Music, della Guildhall School of Music and Drama, Trinity College of Music, e il London College of Music ed era membro onorario della Royal Academy of Music. Il "Making Music Sir Charles Groves Prize" è un premio nazionale, così chiamato in suo onore, assegnato ad un individuo o organizzazione che dia un contributo eccezionale alla musica britannica. Peter Maxwell Davies ha scritto Sir Charles: his Pavane, in omaggio alla memoria di Groves.
Lontano dalle sale da concerto Groves era un conoscitore della letteratura inglese e anche un grande appassionato di sport. Quando era giovane giocava a rugby "nella squadra delle Vespe F", come con auto-disapprovazione si era messo e come giocatore di cricket era "uno scaltro slow bowler". Carlo e Hilary Groves ebbero tre figli, Sally, Mary e Jonathan, il primo e l'ultimo dei quali entrati nel mondo della musica come professionisti. Charles Groves subì un primo attacco di cuore nel 1992 e morì a Londra, quattro mesi più tardi, all'età di 77 anni. Una lapide alla sua memoria è stata posta nella Cattedrale di San Paolo.

## Registrazioni
Anche se le case discografiche tendono a considerare Groves come uno specialista nella musica britannica, ha fatto registrazioni di musica tedesca, francese e russa tra cui Ludwig van Beethoven (Sinfonia n. 4 e la Sinfonia n. 6); Gabriel Fauré (Masques et bergamasques e Pavane); Franz Joseph Haydn (Sinfonia n. 92, Oxford, Sinfonia n. 104, Londra); Ravel (Pavane pour une infante défunte); Satie (Gymnopédies) e Tchaikovsky (Variazioni su un tema rococò, con Paul Tortelier, violoncello). Ha anche registrato musiche di scena di Sibelius per La Tempesta.

### Musica inglese
La musica inglese incisa da Groves comprende:
Samuel Arnold
Sinfonia n. 2
Arthur Bliss
A Colour Sinfonia
Morning Heroes
Havergal Brian
Sinfonie 8 & 9
Frank Bridge
Enter Spring
The Sea
Summer
Benjamin Britten
Variations on a Theme of Frank Bridge
George Butterworth
The Banks of Green Willow
Frederick Delius
Koanga
A Mass of Life
On hearing the first cuckoo in Spring
Edward Elgar
Caractacus
Cello Concerto (Paul Tortelier, violoncello)
Chanson de matin
Chanson de nuit
Crown of India Suite
Enigma Variations
The Light of Life
Nursery Suite
Serenade for Strings
Severn Suite
Violin Concerto (Hugh Bean, violino)
Gustav Holst
Choral Sinfonia
The Planets
St. Paul's Suite
Arthur Sullivan
Overture Di Ballo
Overtures to Savoy Operas
Sinfonia in Mi (Irish)
Michael Tippett
Fantasia concertante on a Theme of Corelli
Ralph Vaughan Williams
Fantasia on a Theme by Thomas Tallis
Hugh the Drover
William Turner Walton
Capriccio burlesco
Crown Imperial
Hamlet Funeral March
Johannesburg Festival Overture
Orb and Sceptre
Richard III Prelude and Suite
Scapino
Spitfire Prelude & Fugue
Peter Warlock
Capriol Suite